# ایگل بند (مینه‌سوتا)
ایگل بند، مینه‌سوتا (به انگلیسی: Eagle Bend, Minnesota) یک شهر در ایالات متحده آمریکا است که در مینه‌سوتا واقع شده‌است.

## خصوصیات
ایگل بند ۳٫۵۰ کیلومترمربع مساحت و ۵۳۵ نفر جمعیت دارد و ۴۱۷ متر بالاتر از سطح دریا واقع شده‌است.